# 20e étape du Tour d'Italie 2006

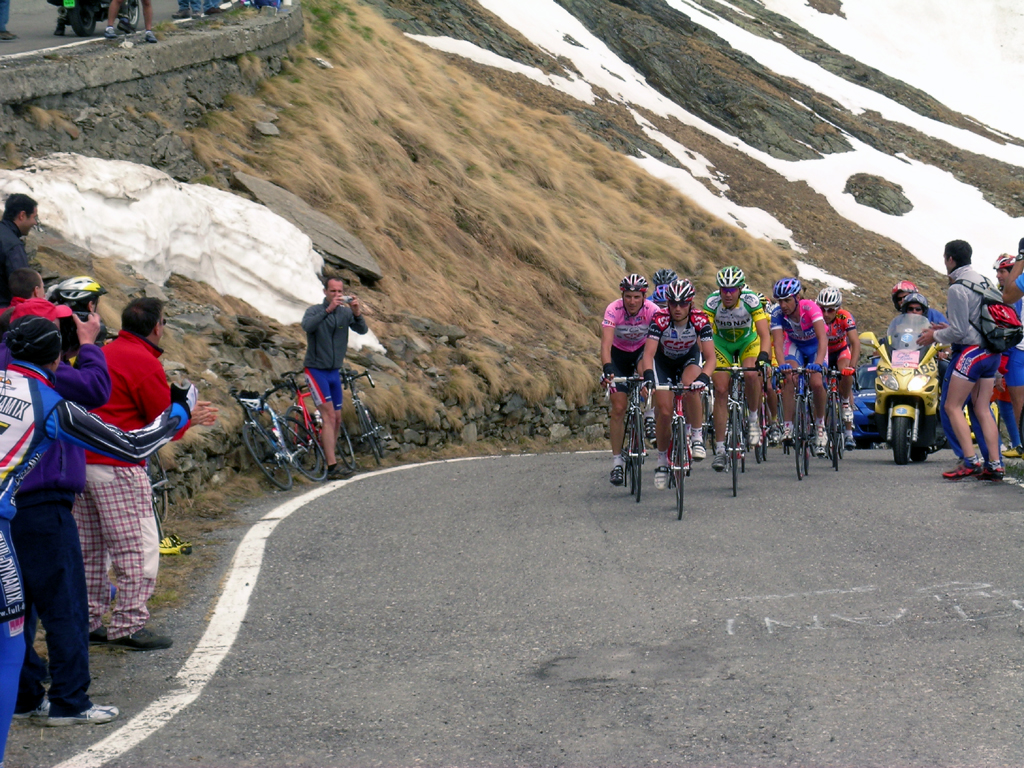
Passage du groupe maillot rose au Passo Gavia

La 20e étape du Tour d'Italie 2006 a lieu le 27 mai entre Trente et Aprica. Elle est remportée par Ivan Basso.

## Récit
Ivan Basso remporte ici sa troisième victoire dans ce Giro 2006, et assoit définitivement sa suprématie sur ses adversaires, à la veille de l'arrivée à Milan.

## Résultats

### Classement de l'étape
|    | Coureur                | Pays     | Équipe                |    | Temps           |
| -- | ---------------------- | -------- | --------------------- | -- | --------------- |
| 1  | Ivan Basso             | Italie   | Team CSC              | en | 6 h 51 min 15 s |
| 2  | Gilberto Simoni        | Italie   | Saunier Duval         | +  | 1 min 17 s      |
| 3  | Damiano Cunego         | Italie   | Lampre-Fondital       |    | 2 min 51 s      |
| 4  | José Enrique Gutiérrez | Espagne  | Phonak                |    | m.t.            |
| 5  | Paolo Savoldelli       | Italie   | Discovery Channel     |    | 6 min 03 s      |
| 6  | Leonardo Piepoli       | Italie   | Saunier Duval         |    | m.t.            |
| 7  | Sandy Casar            | France   | Française des jeux    |    | 7 min 26 s      |
| 8  | Juan Manuel Gárate     | Espagne  | Quick Step-Innergetic |    | m.t.            |
| 9  | Víctor Hugo Peña       | Colombie | Phonak                |    | m.t.            |
| 10 | Giampaolo Caruso       | Italie   | Liberty Seguros       |    | m.t.            |

### Points attribués
|   | Cycliste         | Pays       | Équipe                | Points |
| - | ---------------- | ---------- | --------------------- | ------ |
| 1 | José Serpa       | Colombie   | Quick Step-Innergetic | 8      |
| 2 | Rubén Lobato     | Espagne    | Saunier Duval         | 6      |
| 3 | Jens Voigt       | Allemagne  | Team CSC              | 4      |
| 4 | Volodymyr Gustov | Ukraine    | Team CSC              | 3      |
| 5 | Ivan Basso       | Italie     | Team CSC              | 2      |
| 6 | Bobby Julich     | États-Unis | Team CSC              | 1      |

|    | Cycliste               | Pays     | Équipe                | Points |
| -- | ---------------------- | -------- | --------------------- | ------ |
| 1  | Ivan Basso             | Italie   | Team CSC              | 25     |
| 2  | Gilberto Simoni        | Italie   | Saunier Duval         | 20     |
| 3  | Damiano Cunego         | Italie   | Lampre-Fondital       | 16     |
| 4  | José Enrique Gutiérrez | Espagne  | Phonak                | 14     |
| 5  | Paolo Savoldelli       | Italie   | Discovery Channel     | 12     |
| 6  | Leonardo Piepoli       | Italie   | Saunier Duval         | 10     |
| 7  | Sandy Casar            | France   | Française des jeux    | 9      |
| 8  | Juan Manuel Gárate     | Espagne  | Quick Step-Innergetic | 8      |
| 9  | Víctor Hugo Peña       | Colombie | Phonak                | 7      |
| 10 | Giampaolo Caruso       | Italie   | Liberty Seguros       | 6      |
| 11 | Unai Osa               | Espagne  | Liberty Seguros       | 5      |
| 12 | Patxi Vila             | Espagne  | Lampre-Fondital       | 4      |
| 13 | José Luis Rubiera      | Espagne  | Discovery Channel     | 3      |
| 14 | Franco Pellizotti      | Italie   | Liquigas              | 2      |
| 15 | Patrice Halgand        | France   | Crédit agricole       | 1      |

### Cols et côtes
|   | Cycliste             | Pays    | Équipe                | Points |
| - | -------------------- | ------- | --------------------- | ------ |
| 1 | Juan Manuel Gárate   | Espagne | Quick Step-Innergetic | 5      |
| 2 | José Antonio Garrido | Espagne | Quick Step-Innergetic | 3      |
| 3 | Fortunato Baliani    | Italie  | Panaria               | 1      |

|   | Cycliste           | Pays     | Équipe                | Points |
| - | ------------------ | -------- | --------------------- | ------ |
| 1 | Juan Manuel Gárate | Espagne  | Quick Step-Innergetic | 20     |
| 2 | José Serpa         | Colombie | Colombia Selle-Italia | 15     |
| 3 | David López García | Espagne  | Euskaltel-Euskadi     | 10     |
| 4 | Patxi Vila         | Espagne  | Lampre-Fondital       | 6      |
| 5 | Sylvain Calzati    | France   | AG2R Prévoyance       | 4      |
| 6 | Gilberto Simoni    | Italie   | Saunier Duval         | 2      |

- Ascension du Col du Mortirolo, 1re catégorie (km 178,7)

|   | Cycliste               | Pays    | Équipe          | Points |
| - | ---------------------- | ------- | --------------- | ------ |
| 1 | Ivan Basso             | Italie  | Team CSC        | 10     |
| 2 | Gilberto Simoni        | Italie  | Saunier Duval   | 6      |
| 3 | José Enrique Gutiérrez | Espagne | Phonak          | 4      |
| 4 | Damiano Cunego         | Italie  | Lampre-Fondital | 2      |
| 5 | Leonardo Piepoli       | Italie  | Saunier Duval   | 1      |

### Points attribués pour le classement combiné
|    | Cycliste               | Pays    | Équipe                | Points |
| -- | ---------------------- | ------- | --------------------- | ------ |
| 1  | Ivan Basso             | Italie  | Team CSC              | 44     |
| 2  | José Enrique Gutiérrez | Espagne | Phonak                | 38     |
| 3  | Gilberto Simoni        | Italie  | Saunier Duval         | 32     |
| 4  | Sandy Casar            | France  | Française des jeux    | 32     |
| 5  | Paolo Savoldelli       | Italie  | Discovery Channel     | 28     |
| 6  | Leonardo Piepoli       | Italie  | Saunier Duval         | 26     |
| 7  | Paolo Bettini          | Italie  | Quick Step-Innergetic | 26     |
| 8  | Juan Manuel Gárate     | Espagne | Quick Step-Innergetic | 24     |
| 9  | Damiano Cunego         | Italie  | Lampre-Fondital       | 22     |
| 10 | Franco Pellizotti      | Italie  | Liquigas              | 15     |

## Classements à l'issue de l'étape

### Classement général
|    | Cycliste               | Pays     | Équipe                |    | Temps            |
| -- | ---------------------- | -------- | --------------------- | -- | ---------------- |
| 1  | Ivan Basso             | Italie   | Team CSC              | en | 87 h 37 min 33 s |
| 2  | José Enrique Gutiérrez | Espagne  | Phonak                | +  | 9 min 18 s       |
| 3  | Gilberto Simoni        | Italie   | Saunier Duval         |    | 11 min 59 s      |
| 4  | Damiano Cunego         | Italie   | Lampre-Fondital       |    | 18 min 16 s      |
| 5  | Paolo Savoldelli       | Italie   | Discovery Channel     |    | 19 min 22 s      |
| 6  | Sandy Casar            | France   | Française des jeux    |    | 23 min 53 s      |
| 7  | Juan Manuel Gárate     | Espagne  | Quick Step-Innergetic |    | 24 min 26 s      |
| 8  | Franco Pellizotti      | Italie   | Liquigas              |    | 25 min 57 s      |
| 9  | Víctor Hugo Peña       | Colombie | Phonak                |    | 26 min 27 s      |
| 10 | Patxi Vila             | Espagne  | Lampre-Fondital       |    | 27 min 34 s      |

### Classement par points
|   | Cycliste               | Pays    | Équipe                | Points |
| - | ---------------------- | ------- | --------------------- | ------ |
| 1 | Ivan Basso             | Italie  | Team CSC              | 158    |
| 2 | Paolo Bettini          | Italie  | Quick Step-Innergetic | 147    |
| 3 | José Enrique Gutiérrez | Espagne | Phonak                | 132    |

### Classement du meilleur grimpeur
|   | Cycliste           | Pays    | Équipe                | Points |
| - | ------------------ | ------- | --------------------- | ------ |
| 1 | Juan Manuel Gárate | Espagne | Quick Step-Innergetic | 64     |
| 2 | Ivan Basso         | Italie  | Team CSC              | 56     |
| 3 | Fortunato Baliani  | Italie  | Panaria               | 52     |

### Classement du combiné
|   | Cycliste               | Pays    | Équipe            | Points |
| - | ---------------------- | ------- | ----------------- | ------ |
| 1 | Paolo Savoldelli       | Italie  | Discovery Channel | 748    |
| 2 | José Enrique Gutiérrez | Espagne | Phonak            | 613    |
| 3 | Ivan Basso             | Italie  | Team CSC          | 552    |

### Classements par équipes

#### Classement aux temps
|   | Équipe            | Pays       |    | Temps             |
| - | ----------------- | ---------- | -- | ----------------- |
| 1 | Phonak            | Suisse     | en | 262 h 33 min 22 s |
| 2 | Lampre-Fondital   | Italie     | +  | 7 min 36 s        |
| 3 | Discovery Channel | États-Unis |    | 16 min 05 s       |

#### Classement aux points
|   | Équipe          | Pays    | Points |
| - | --------------- | ------- | ------ |
| 1 | Phonak          | Suisse  | 313    |
| 2 | Saunier Duval   | Espagne | 291    |
| 3 | Lampre-Fondital | Italie  | 260    |

### Classements annexes

#### Classement Azzurri d'Italia
|   | Cycliste         | Pays   | Équipe                | Points |
| - | ---------------- | ------ | --------------------- | ------ |
| 1 | Ivan Basso       | Italie | Team CSC              | 18     |
| 2 | Leonardo Piepoli | Italie | Saunier Duval         | 9      |
| 3 | Paolo Bettini    | Italie | Quick Step-Innergetic | 9      |

#### Classement de la combativité
|   | Cycliste               | Pays    | Équipe                | Points |
| - | ---------------------- | ------- | --------------------- | ------ |
| 1 | Ivan Basso             | Italie  | Team CSC              | 42     |
| 3 | Paolo Bettini          | Italie  | Quick Step-Innergetic | 41     |
| 2 | José Enrique Gutiérrez | Espagne | Phonak                | 35     |

#### Classement 110 Gazzetta
|   | Cycliste         | Pays   | Équipe                | Points |
| - | ---------------- | ------ | --------------------- | ------ |
| 1 | Patrick Calcagni | Suisse | Liquigas              | 19     |
| 2 | Mickaël Delage   | France | Française des jeux    | 18     |
| 3 | Raffaele Illiano | Italie | Colombia Selle-Italia | 18     |

#### Classement de l'échappée (Fuga)
|   | Cycliste            | Pays   | Équipe                | Points |
| - | ------------------- | ------ | --------------------- | ------ |
| 1 | Christophe Edaleine | France | Crédit agricole       | 364    |
| 2 | Gabriele Missaglia  | Italie | Colombia Selle-Italia | 303    |
| 3 | Marzio Bruseghin    | Italie | Lampre-Fondital       | 297    |